# Cesar Climaco
Cesar Climaco (Zamboanga City, 28 februari 1916 - 14 november 1984) was een Filipijns politicus. Climaco was in totaal elf jaar burgemeester van de zuidelijke Filipijnse stad Zamboanga City. In zijn laatste periode als burgemeester werd Climaco tijdens de uitoefening van zijn functie doodgeschoten.

## Biografie
Cesar Climaco werd geboren op 28 februari 1916 in Zamboanga City. Zijn ouders waren Gregorio Climaco en Isabel Cortes. Climaco voltooide in 1937 een Associate of Arts-opleiding aan de University of Santo Tomas. Nadien studeerde hij rechten aan de University of the Philippines. In 1941 behaalde hij zijn bachelor-diploma rechten. Een jaar later slaagde hij tevens voor het toelatingsexamen (bar exam) van de Filipijnse balie.
Climaco was van 1951 tot 1955 raadslid van Zamboanga City. Op 30 december 1953 werd hij benoemd tot burgemeester van de stad, een functie die hij bekleedde tot 1 maart van het jaar erop. In 1956 werd Climaco gekozen tot burgemeester van Zamboanga. Zijn tweede periode als burgemeester duurde tot 30 december 1961. In 1961 werd Climaco 12de bij de senaatsverkiezingen van dat jaar, hetgeen onvoldoende was voor een zetel in de Senaat. Vier jaar later probeerde hij het opnieuw. Dit maal eindigde hij als negende, slechts 0,1% achter de 8e plek, de laatste plek die nog recht gaf op een zetel.
Nadat president Ferdinand Marcos in 1972 de staat van beleg uitriep, ontvluchtte Climaco de Filipijnen en leefde hij tot 1976 in ballingschap in de Verenigde Staten. Twee jaar na zijn terugkeer deed hij namens Zamboanga zonder succes mee aan de verkiezingen voor het Interim Batasang Pambansa. In 1980 werd Climaco wel gekozen tot burgemeester van Zamboanga. In 1984 werd Climaco gekozen in de Batasang Pambansa. Hij weigerde echter om zijn zetel in te nemen totdat zijn 6-jarige termijn als burgemeester van Zamboanga zou eindigen
In de ochtend van 14 november 1984 was Climaco aanwezig hij een brand in het centrum van Zamboanga. Op het moment dat hij terug wilde keren naar zijn kantoor werd hij van achteren en van dichtbij beschoten. Climaco werd bij aankomst in het ziekenhuis doodverklaard.
Climaco was getrouwd met Julia Floretta en kreeg met haar vier zonen en twee dochters.